# Rhexidius aggestus
Rhexidius aggestus är en skalbaggsart som beskrevs av Schuster och Albert A. Grigarick 1962. Rhexidius aggestus ingår i släktet Rhexidius och familjen kortvingar. Inga underarter finns listade i Catalogue of Life.